# Tổng cục An ninh Liên bang Nga

Hiệu kỳ của Tổng cục An ninh Liên bang Nga

Tổng cục An ninh Liên bang Liên bang Nga (tiếng Nga: ФСБ, Федеральная служба безопасности Российской Федерации; Federal'naya sluzhba bezopasnosti Rossiyskoy Federatsii, tiếng Anh Federal Security Service of the Russian Federation - FSB) là cơ quan an ninh nội địa chính của Liên bang Nga và cũng là đơn vị kế tục chính của Ủy ban An ninh Quốc gia Xô Viết (KGB). Các nhiệm vụ chính của cơ quan này là phản gián, bảo đảm an ninh nội địa và an ninh biên giới, chống khủng bố và thực hiện công tác giám sát. Trụ sở của nó đặt tại quảng trường Lubyanka, nội đô Moskva.
Tiền thân trực tiếp của FSB là Tổng cục Phản gián Liên bang (FSK). Vào ngày 12 tháng 4 năm 1995, tổng thống Boris Yeltsin đã ký đạo luật yêu cầu cải tổ FSK, dẫn đến sự ra đời của FSB. Năm 2003, quyền hạn của FSB được mở rộng khi nó sáp nhập thêm Tổng cục Biên phòng và đại bộ phận của  Cơ quan Liên bang Thông tin và Truyền thông Chính phủ (Federal Agency of Government Communication and Information - FAPSI) do cơ quan này bị bãi bỏ. FSB trực thuộc Bộ Tư pháp theo sắc lệnh tổng thống ngày 9 tháng 3 năm 2004. Giám đốc FSB từ 2008 là Alexander Bortnikov.
Lãnh đạo toàn diện FSB là Tổng thống Nga

## Tổng quan
FSB chịu trách nhiệm an ninh nội địa của Nga, bao gồm các lĩnh vực phản gián và đấu tranh chống tội phạm có tổ chức, khủng bố và buôn lậu ma túy. Từ 2003, khi Tổng cục Biên phòng Liên bang Nga được sáp nhập vào FSB, cơ quan này đã đảm trách thêm cả an ninh biên giới. FSB chủ yếu xử lý các sự vụ trong nội địa còn nhiệm vụ phản gián thuộc trách nhiệm của Tổng cục Tình báo Nước ngoài. Tuy nhiên, FSB cũng bao gồm cả "Cơ quan Liên bang Thông tin và Truyền thông Chính phủ", cơ quan kiểm soát việc giám sát điện tử ở nước ngoài. Tất cả các cơ quan tình báo và thực thi pháp luật của Nga đều hoạt động dưới sự chỉ đạo của FSB. FSB có trách nhiệm và quyền lực cũng tương tự như đối với Cục Điều tra Liên bang (FBI), Cục Bảo vệ Liên bang, Cơ quan Mật vụ, Cơ quan An ninh Quốc gia, Cơ quan Tình báo Trung ương (CIA), Tuần duyên, Cục Hải quan và Biên phòng của Hoa Kỳ. FSB có 66.200 nhân viên mặc quân phục, trong đó có 4.000 quân thuộc lực lượng đặc biệt. Cơ quan này cũng có 160.000–200.000 lính biên phòng.

## Lịch sử

### Cải tổ KGB thời kỳ đầu

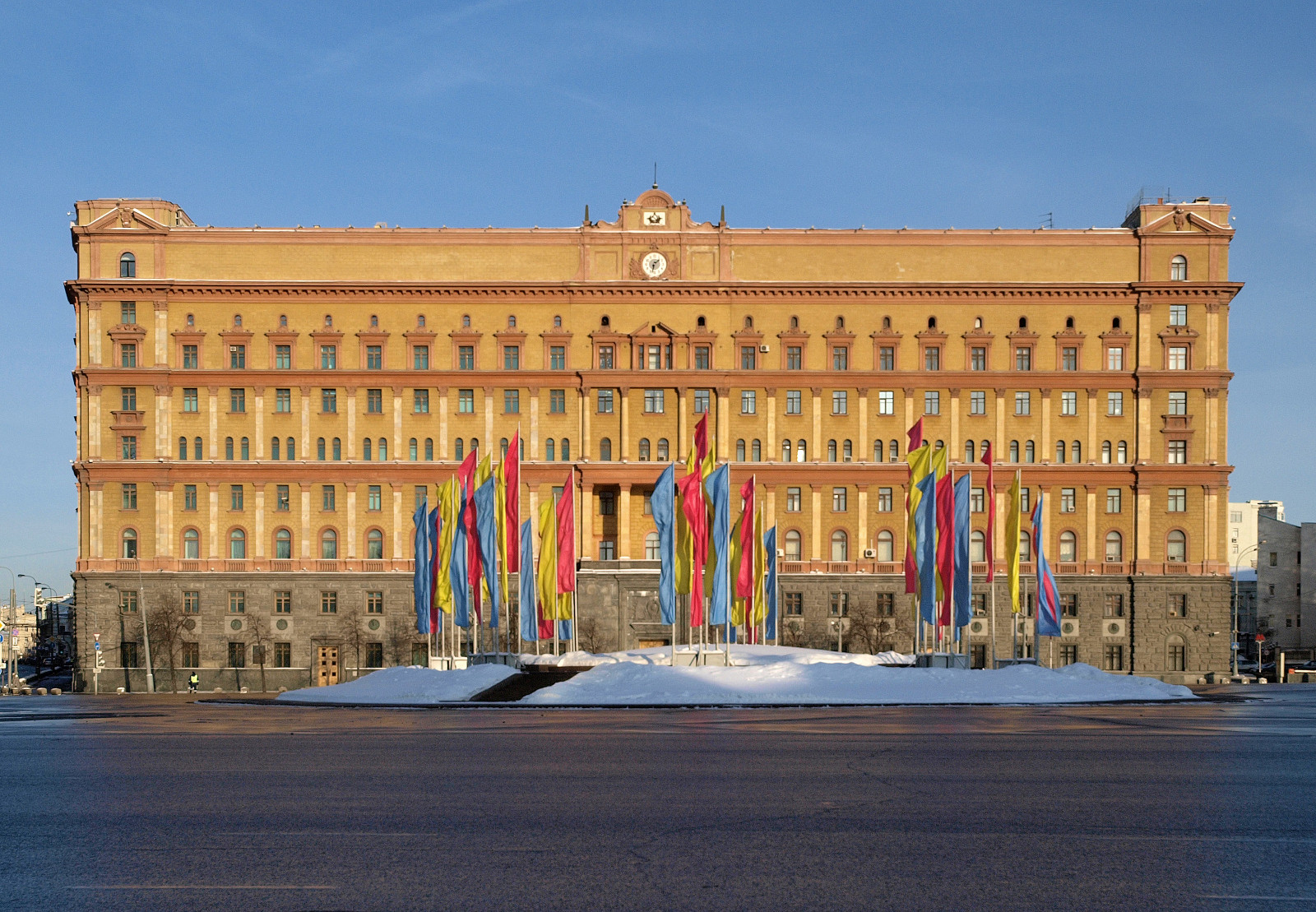
Trụ sở FSB đặt tại Quảng trường Lubyanka

Tổng cục An ninh Liên bang Nga là một trong những tổ chức kế tục của Ủy ban An ninh Quốc gia Xô Viết (KGB). Sau sự kiện Liên Xô tan rã và ngay sau sự kiện đảo chính năm 1991 mà trong đó một số đơn vị KGB cũng như nhà lãnh đạo Vladimir Kryuchkov đã đóng một vai trò quan trọng, KGB đã bị triệt tiêu và chấm dứt sự tồn tại kể từ tháng 11 năm 1991. Tháng 12, 1991, có 2 tổ chức đã được thành lập từ những gì còn sót lại của KGB: Tổng cục Tình báo Nước ngoài (SVR) và Cơ quan Liên bang Thông tin và Truyền thông Chính phủ (FAPSI). Tháng 1, 1992, một cơ quan mới được thành lập khác là Bộ An ninh được giao nhiệm vụ đảm trách về an ninh nội địa và an ninh biên giới. Sau cuộc đảo chính năm 1993 chống lại Tổng thống Boris Yeltsin, Bộ An ninh đã được tái cơ cấu ngày 21 tháng 12 năm 1993 thành Cơ quan Phản gián Liên bang (FSK). FSK nằm dưới sự lãnh đạo của Sergei Stepashin. Trước khi những hoạt động quân sự chính trong Chiến tranh Chechnya lần thứ nhất diễn ra, FSK đảm trách những hoạt động ngầm chống lại các phần tử ly khai do Dzhokhar Musayevich Dudayev lãnh đạo.

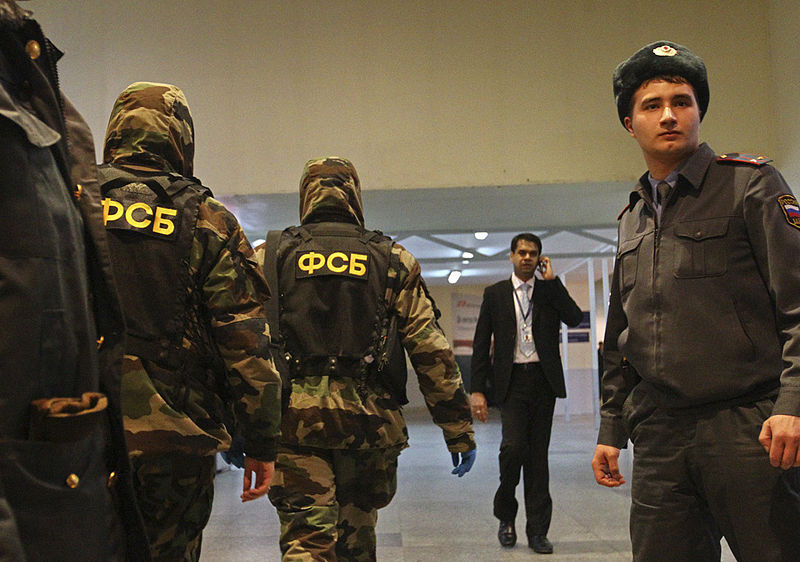
Các nhân viên FSB tại sân bay quốc tế Domodedovo sau vụ khủng bố năm 2011

### Sáng lập FSB
Năm 1995, FSK được tái tổ chức và đổi tên thành Tổng cục An ninh Liên bang (FSB) bởi Luật Liên bang ban hành ngày 3 tháng 4 năm 1995 "về các cơ quan của Tổng cục An ninh Liên bang của Liên bang Nga".

## Phương hướng hoạt động

Biểu tượng của Cục tình báo quân sự FSB, 2008

Theo Điều 8 của Luật Liên bang ngày 03 tháng tư 1995 № 40-FZ "Về Cơ quan An ninh liên bang», các hoạt động của FSB tiến hành trong các lĩnh vực sau:
- Hoạt động phản gián;
- Chống khủng bố;
- Bảo vệ trật tự hiến pháp;
- Chống tội phạm;
- Hoạt động tình báo;
- Các hoạt động tại biên giới;
- Bảo đảm an ninh thông tin;

## Lãnh đạo FSB

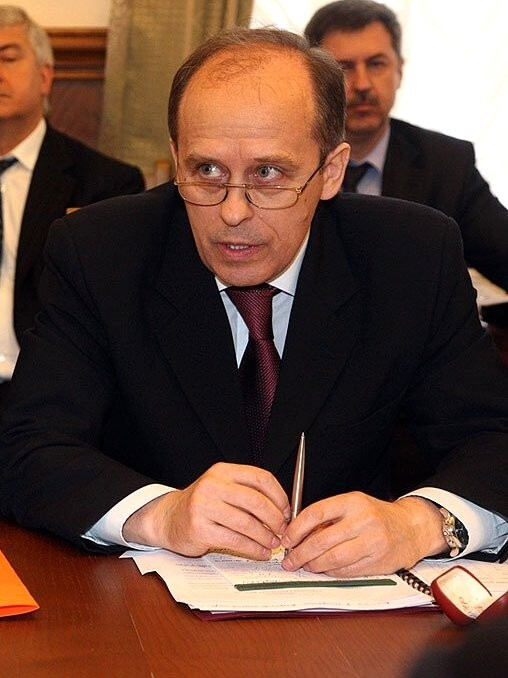
Giám đốc FSB Alexander Vasilyevich Bortnikov

### Giám đốc
- Alexander Vasilyevich Bortnikov

### Các phó giám đốc thứ nhất
- Vladimir Kulishov - Lãnh đạo Cục biên giới của FSB
- Sergey Smirnov

### Phó giám đốc
- Yuri Gorbunov - Phụ trách ngôn luận của FSB
- Sysoev Evgueni - Lãnh đạo Ủy ban chống khủng bố quốc gia
- Kupryazhkin Alexander

### Hồ sơ
- Federal Security Service (FSB) Thư viện Quốc hội Nghiên cứu Quốc gia (Dữ liệu tính đến tháng 7 năm 1996)
- Russian Security Services Thông tin và phân tích AXIS (AIA)
- Federal Security Service (FSB) FAS Intelligence Resource Program
- Power Ministries / Intelligence – Russian Federation Post-Soviet Newsletter
- Federal Security Service (FSB) Agentura.Ru
- Federal Security Service (FSB) GlobalSecurity